# シューホフ・タワー

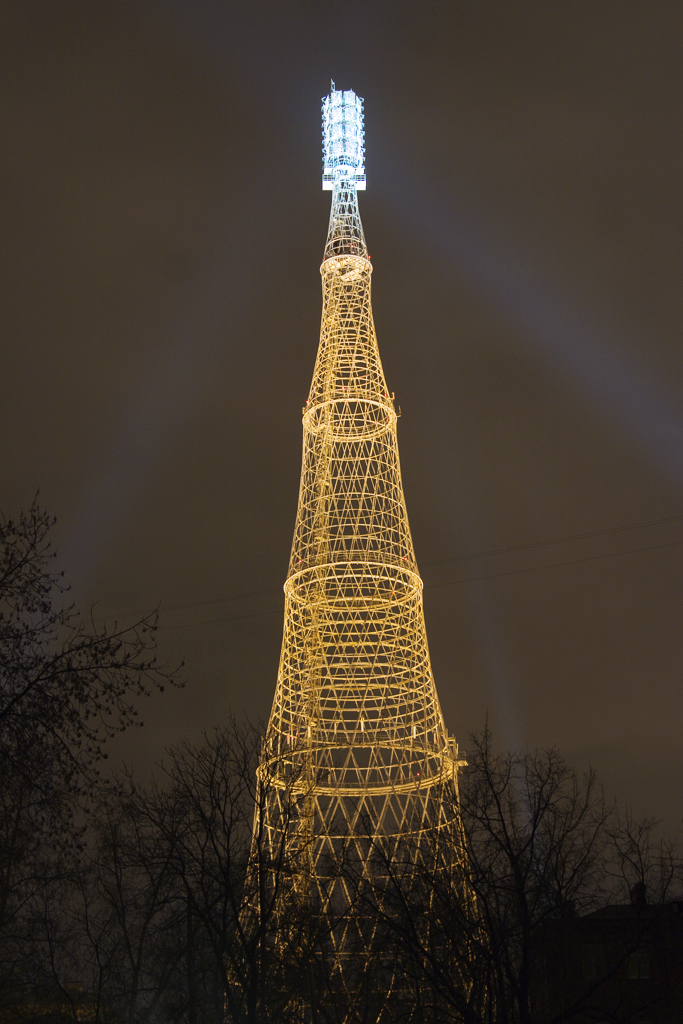
ライトアップされるモスクワの電波塔「シャーボロフスカヤのラジオ塔」

シューホフ・タワーは、ウラジーミル・シューホフによって設計された一連の双曲面構造の外観を持つ建築様式（もしくは同建築様式に則り建造されたとされる塔構造物全般）。

## 概要
双曲面状の構造の強靭さを活用する事で少ない鋼材で塔を建設する事ができるため、主に旧ソビエトを中心に幾つか建設された。積雪時に積もりにくい。理論的には以前からあったが、ロシアの技術者ウラジーミル・シューホフ（1853年 - 1939年）が最初に建設したのでこの名称で呼ばれる。

## 構造
どれも帯鋼を双曲面状に編んだ鼓のような上下が広がる形状をしている。

## モスクワの電波塔
1922年にこの構造を用いて建設されたモスクワの電波塔「シャーボロフスカヤのラジオ塔」は、単に「シューホフ塔」 (ru:Шуховская башня) とも呼ばれ、150mもの高さを持ち、その美しい曲線美から、ロシア・アヴァンギャルド建築の代表作として現在でも夜にはライトアップされている。2002年までラジオ・TV電波塔として活躍した。2014年には取り壊し計画が発表されたが、それに反対した著名な建築家たちがプーチン大統領にロビー活動を行ない、取り壊しを免れ、$1,300万ドル（約13億5千万円）をかけた修復作業計画が実施される事になった。